# Josef Hvozdenský
Josef Hvozdenský (7. března 1932 Hvozdná – 19. května 2009 Praha) byl český medailér a malíř, zakládající člen Asociace umělců medailérů (AUM). Signatura na medailích i dalších artefaktech je ligatura JH se dvěma posledními číslicemi letopočtu. Obrazy podepisoval zpravidla celým jménem.

## Životopis
Přípravu na uměleckou dráhu započal v thunské porcelánce v Klášterci nad Ohří, kde se na základní odborné škole pod pedagogickým vedením ak. mal. Václava Křížka vyučil malířem porcelánu. Po absolvování dělnické přípravky v letech 1950–1951 zahájil studia na pražské Akademii výtvarných umění, kde navštěvoval ateliéry profesorů Jána Želibského a Karla Mináře (1951–1957). Realizoval několik freskových a mozaikových výzdob veřejných budov. Působil také jako reklamní výtvarník a tvůrce filmových plakátů. Roku 1964 se začal věnovat především medailerské a reliéfní tvorbě. 

## Medailérská tvorba
Josef Hvozdenský na řadě medailích vyobrazil významné osobnosti české a světové historie a kultury.
V šedesátých letech se světově proslavil pamětními medailemi k sedmistému výročí narození Danta Alighieriho (1965). Velký ohlas v zahraničí měl i triptych jednostranných medailí s dantovskou tematikou Peklo (Inferno), Očistec (Purgatorio) a Ráj (Paradiso) (1973).
Pro Památník národního písemnictví realizoval návrhy portrétních medailí básníků a spisovatelů – Josef Čapek, A. P. Čechov, Anatole France, Jaroslav Hašek, Eliška Krásnohorská, Vítězslav Nezval, Ivan Olbracht, Karel Poláček, Alexandr Sergejevič Puškin, Jaroslav Seifert, Rudolf Těsnohlídek, Vladislav Vančura, Fráňa Šrámek, aj.
Osobnosti české historie Karel IV., Jan Hus, Tycho de Brahe, Jan Kepler, Jan Amos Komenský, Josef Holub, Bedřich Bernau, Josef František a českoslovenští letci v Anglii, Věra Čáslavská, Jarmila Hásková, aj.
Hudebníci a výtvarní umělci Stanislav Apolín, Antonín Dvořák, Karel Havlíček, Jiří Jirmal, Jiří Kars, Karel Mráz, Karel Plicka, Václav Vavřinec Reiner, Alois Sopr, Jiří Trnka a další.
Řada medailí je věnována pražské architektuře, ale i dalších měst (Dobříš, Chomutov, Kadaň, Kralupy nad Vltavou, Všeň...). Vytvořil sérii plaket na téma českých přísloví a pořekadel (V škaredém sudě může také býti dobré víno, Když kočku pohladí ihned ocas zdvihne, Neříkej hop, dokud nepřeskočíš...).
Navrhl některá vyznamenání pro Československou lidovou armádu (Za upevňování přátelství ve zbrani), rozmanité organizace a pro státní podniky.
Byl „dvorním“ medailérem a designérem Svazu československo-sovětského přátelství. Pro tuto organizaci vytvořil několik pamětních medailí, vyznamenání a odznaků.

## Realizace v architekturách, výběr
- 1966: Mozaika – Klášterec nad Ohří, umístěno v Domě kultury, Chomutovská 465, dvoudílný soubor[3] Mozaika byla odstraněna při rekonstrukci KD v letech 2019–2021.
- 1968: Pamětní deska k 50. výročí Československa – Praha, podchod Václavského náměstí
- 1978: Ryby–ptáci, tepaný reliéf – Národní dům Praha-Žižkov
- 1984: Klisna a hříbátko – bronz, Zárubova 952/10, Praha 12 – Kamýk [4]
- 2000: Tepaný reliéf obětem náletu v Kralupech nad Vltavou na kralupském kostele Nanebevzetí Panny Marie a sv. Václava.

## Galerie

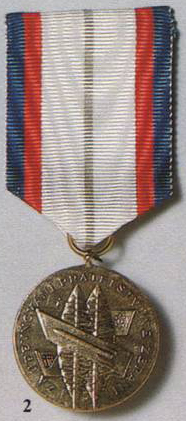
Medal for Strngthening Brotherhood in Arms 1 st (Za upevňování přátelství ve zbrani)
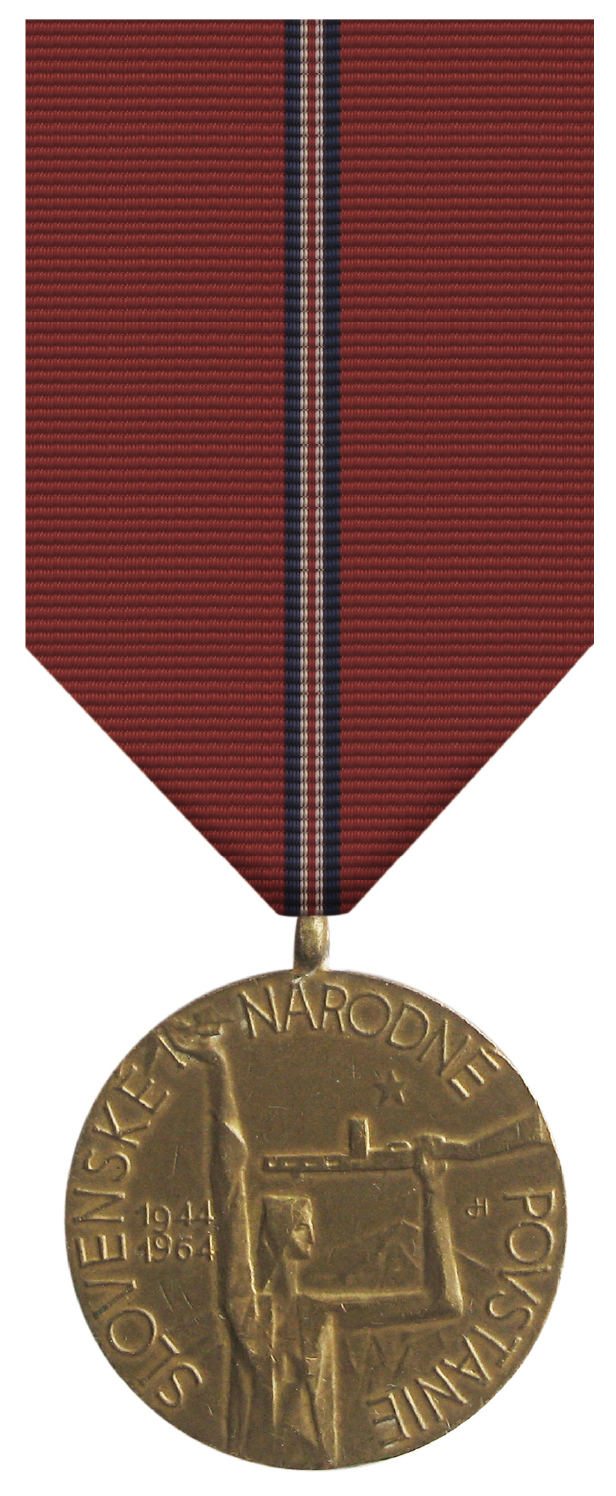
Pamatna medaila k 20 vyrociu SNP averz
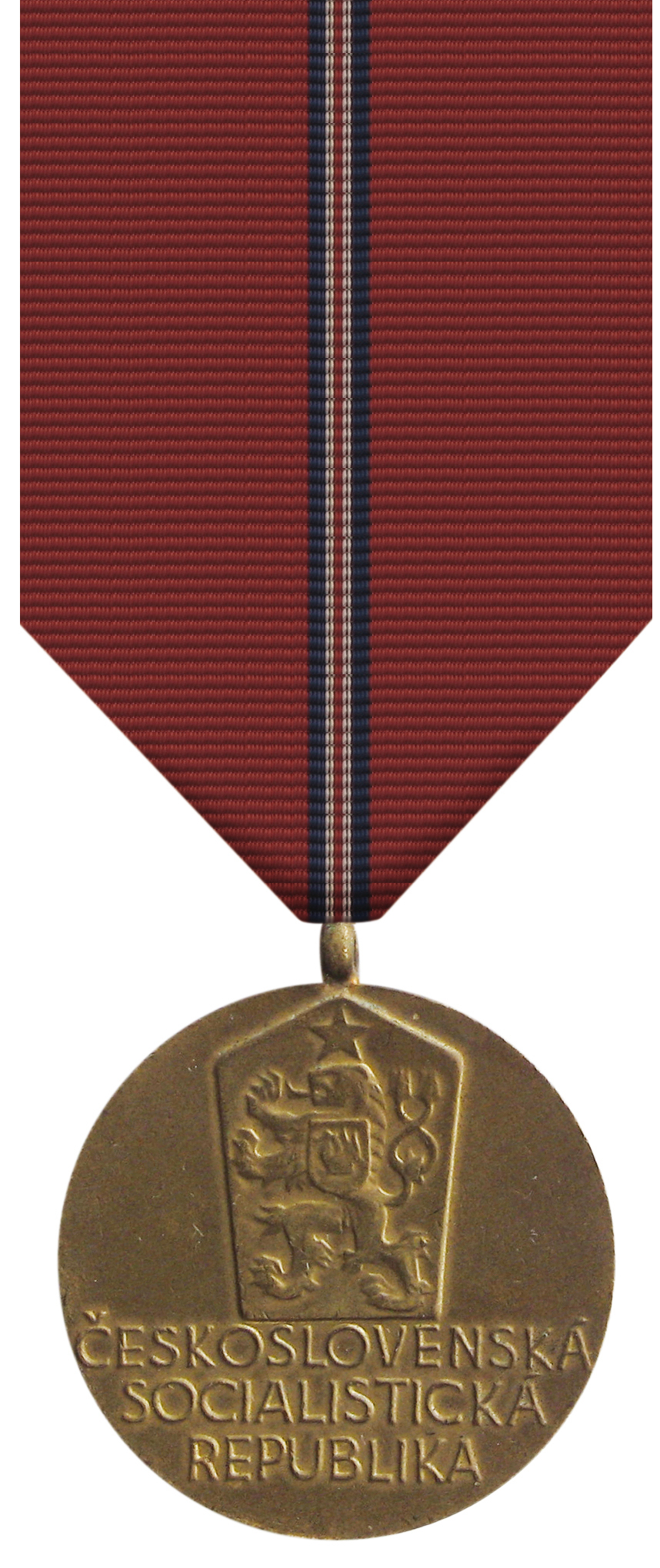
Pamatna medaila k 20 vyrociu SNP reverz
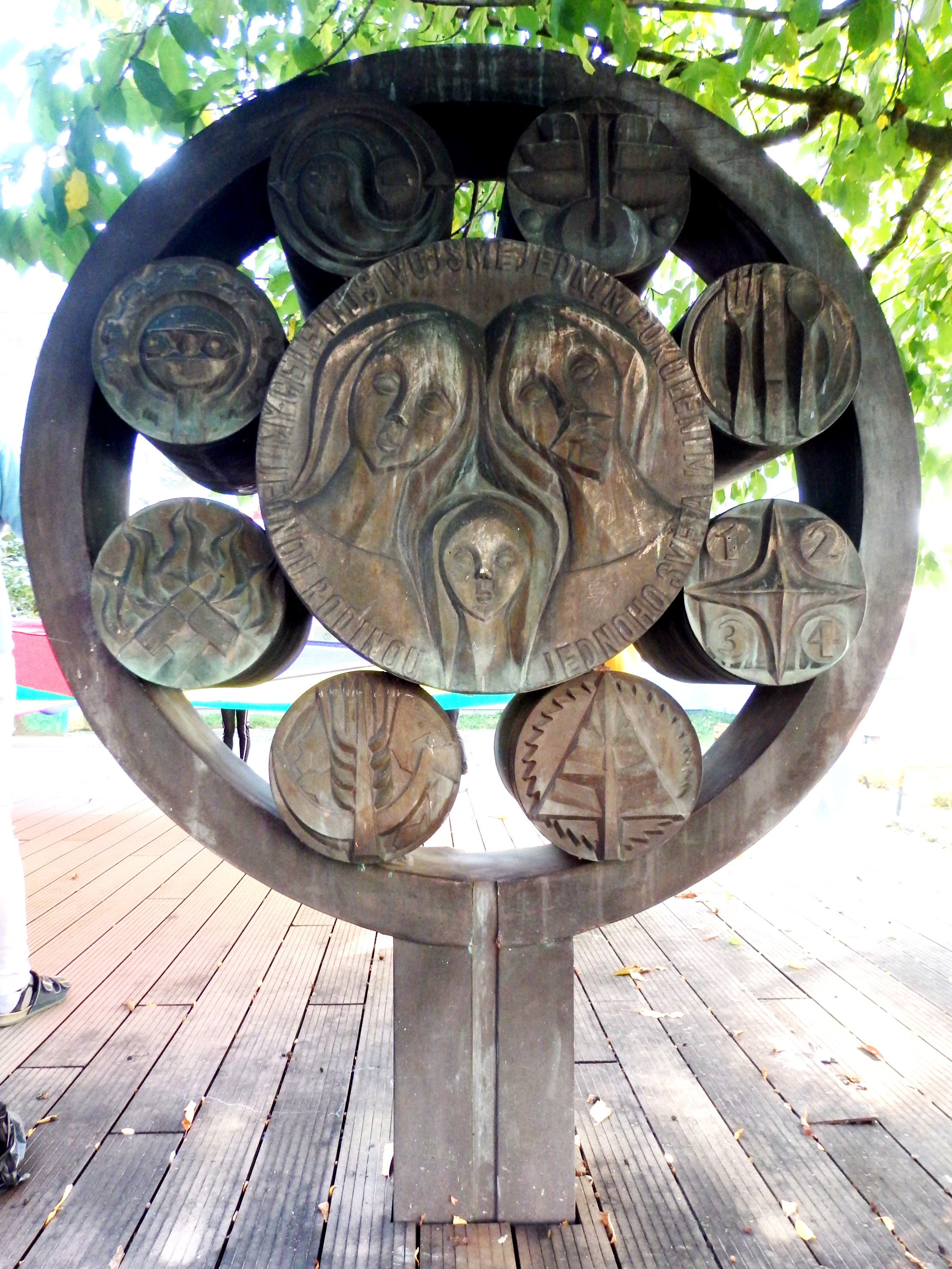
Rozvoj techniky a průmyslu

## Ocenění
- 1966 cena UNO A. ERRE (Arezzo)
- 1971, 1972, 1976, 1977 Medaile Ravena
- 1984 cena SČVU a ČFVU
- 1986 Zasloužilý umělec (24. 4.)

Roku 1999 u příležitosti 550. výročí založení obce Hvozdná byla otevřena na obecním úřadě Valašská galerie Josefa Hvozdenského mapující dílo slavného rodáka.

## Zastoupení
- Alšova jihočeská galerie Hluboká – medaile
- Český zastupitelský úřad v Berlíně – obrazy
- Dantovo muzeum Ravena – medaile
- Galerie domu tvorby – Dzintari – medaile, monotypy
- Galerie Gori a Zuchi v Arezzu – medaile
- Galerie h. města Prahy – monotypy
- Galerie Cheb – medaile
- Galerie a muzeum Olomouc
- Galerie Slováckého muzea Uherský Brod – medaile
- Národní galerie Praha
- Městské muzeum Kralupy nad Vltavou – medaile
- Městský úřad Kadaň – obrazy
- Městský úřad Klášterec nad Ohří – obrazy
- Ministerstvo kultury ČR – monotypy, medaile
- Ministerstvo národní obrany – plakety
- Muzeum hl. města Prahy – medaile
- Muzeum J. A. Komenského Uherský Brod – medaile
- Muzeum skla a bižuterie v Jablonci nad Nisou – medaile
- Muzeum mincí a medailí Kremnice – medaile
- Národní muzeum v Kodani
- Národní muzeum v Praze – medaile
- Okresní úřad Chomutov – obrazy
- Okresní muzeum Rakovník – monotypy
- Památník národního písemnictví – medaile
- Památník Terezín – medaile
- Pařížská mincovna – medaile
- Středočeská galerie
- Valašská galerie Josefa Hvozdenského Hvozdná – medaile, obrazy, grafika
- Zemské muzeum v Brně – medaile

## Výstavy (výběr)
- 1958, 1959, 1960, 2000 Kadaň
- 1959, 1965, 1975 Klášterec nad Ohří
- 1960, 1961, 1965, 1967, 1975, 1978, 1979, 1982, 2002 Praha
- 1961 Zlín
- 1961 Vizovice
- 1962 Havířov
- 1971 Rakovník
- 1973, 1975, 1977 Ravenna
- 1975 Uherské Hradiště
- 1976 Olomouc
- 1980 Sofie
- 1980 Blagojevgrad
- 1980 Ruse
- 1980 Lisabon
- 1983 Berlin
- 1983 Suhl
- 1984 Kutná Hora
- 1985 Český Brod
- 1988, 2004 Kralupy nad Vltavou